# Котис I (сапеи)
Вижте пояснителната страница за други личности с името Котис.
Котис I (на старогръцки: Κότυς; Cotys IV; † 48 пр.н.е.) е сапейски принц, цар на Одриското царство в Източна Тракия, управлявал от 57 пр.н.е. до 48 пр.н.е. Той е син на Реметалк.
Котис е привърженик на римския военачалник Помпей, на когото изпраща помощна войска под командването на своя син Раскупорис I през 48 пр.н.е. за гражданската война против Юлий Цезар. 
След смъртта на Котис цар става Раскупорис I заедно с брат му Раскос под регентството на Реметалк I, по-малкият брат на Котис.